# Karmazynowy poemat

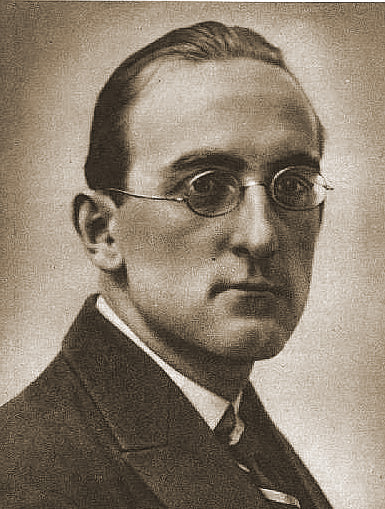
Jan Lechoń

Jednym z bohaterów wierszy z tomu Karmazynowy poemat jest malarz Jacek Malczewski

Karmazynowy poemat – zbiór poezji Jana Lechonia, który powstał w latach 1916–1918, a wydany został w 1920 w Warszawie. Problematyka poematu obejmuje postacie i zdarzenia ściśle związane z kulturą i historią Polski. Jest wyrazem zachwytu przeszłością. Nawiązuje do tradycji romantycznej (sceneria, historiozofia) jak i klasycystycznej (teatralność, retoryka, patos, układy peryfrastyczne). Wyczuwalne są wpływy młodopolskie i poezji niepodległościowej. Wznowiony w 1930.

## Obejmuje poematy
- Herostrates
- Duch na seansie
- Jacek Malczewski (biogram: Jacek Malczewski)
- Sejm
- Polonez artyleryjski – Legiony, (biogram: Ottokar Brzoza-Brzezina)
- Mochnacki (biogram: Maurycy Mochnacki)
- Piłsudski (biogram: Józef Piłsudski)
- W 1923 dodano utwór Pani Słowacka

Poeta wykorzystał różne formy wersyfikacyjne, ujęty w oktawy jedenastozgłoskowiec (Duch na seansie), trzynastozgłoskowiec (Herostrates, Jacek Malczewski, Mochnacki, Piłsudski), czternastozgłoskowiec (Sejm), jak też czterostopowy i trójstopowy jamb (Polonez artyleryjski). 